# Le Donjon de Naheulbeuk : Le Conseil de Suak
 (avril 2011).
Si vous disposez d'ouvrages ou d'articles de référence ou si vous connaissez des sites web de qualité traitant du thème abordé ici, merci de compléter l'article en donnant les références utiles à sa vérifiabilité et en les liant à la section « Notes et références ».
Le Donjon de Naheulbeuk : Le Conseil de Suak est un roman écrit par John Lang (alias Pen Of Chaos). Il s'agit de la cinquième saison de la saga MP3 du Donjon de Naheulbeuk. Il est paru le 16 juin 2011.

## Intrigue
Les peuples de la Terre de Fangh s'agitent alors qu'une série d'agressions touche les différents peuples sans que le responsable soit identifié : en effet, des Barbares attaquent la Caisse des Donjons, des Elfes sylvains tuent la garde de nuit de Glargh, et des Nains vandalisent un village de Hobbits. 
Chacun démentant vigoureusement les faits qui lui sont reprochés, le concile de Waldorg décide d'organiser une réunion permettant de mettre au clair l'affaire, à la tour de Suak.
La compagnie dont on suit les aventures depuis le début se retrouve en plein cœur du conflit depuis que l'Elfe est devenue la reine des Sylvains de Folonariel, à son grand malheur ; elle tentait de se faire oublier depuis l'incident du stade de Glargh.
Désormais connue sous le nom de Sélénia III, l'Elfe s'installe avec le reste de la Compagnie dans le bois N'talamela, et doit trouver un moyen d'inculquer l'art du combat à un peuple pacifique : le Barbare, auto-proclamé chef Taurogh, initie les sylvains à la force de ses poings, le Ranger profite de son nouveau grade de « clipitaine de l'armée » et de l'affectuosité des elfettes, la Magicienne se désespère des lacunes en magie, et le Nain et l'Ogre pleurent leurs conditions de vie, dans la nature et au régime végétarien. Une fois installé à leur poste, la Compagnie reprend la route avec deux conseillers elfes, Naziel et Nuliel, pour la tour de Suak, lieu où se tiendra le conseil exceptionnel réunissant l'ensemble des peuples de la Terre de Fangh. En arrivant sur le site, la compagnie fait la rencontre  d'orques hippies, peu après réduits en cendres par un pilier de feu glacé majeur de Zorax l'Ancien lancé par Nilbonur, sorcier de la délégation de Waldorg. Les émissaires des peuples arrivent rapidement après ; le conseil peut commencer.
Pendant ce temps, Zangdar, ennemi de longue date de la Compagnie, qui a repris le donjon urbain de son défunt cousin en main, tente de remonter dans l'échelle sociale en provoquant une catastrophe. Après d'intenses débats avec Reivax, son assistant, il décide un plan machiavélique.
Après des heures de débats houleux et stériles, l'elfe noir Nak'hua Thorp, une des plus grandes magiciennes de son temps, démasque deux sorciers noirs qui utilisaient un puissant sortilège de métamorphose pour prendre l'apparence des émissaires de Glargh et envenimer les relations. Ceux-ci lancent divers maléfices, provoquant une longue pagaille et un combat aveugle. Une fois l'affaire tirée au clair et l'envie de se battre retombée, les envoyés de la Caisse des Donjons font part d'une découverte ; les sept Couronnes de la Guignes, reliques qui, rassemblées, provoquent un enchantement de masse rendant l'armée du possesseur invincible, ont été dérobées, chaque peuplade attaquée en possédant une. Désormais, il est probable qu'elles soient réunies, et que chaque attaque ne soit en fait qu'une fraction d'un plan diabolique utilisant les sorts de métamorphose. La Menace ne peut avoir qu'un nom : Gzor, le démon, qui prépare une nouvelle fois son retour avec l'aide des sept Couronnes. 
Le soir même, une armée noire d'orques et de nogroks attaque les derniers membres survivants à la bataille, dispersant les combattants.
Le Ranger, grièvement blessé au bras droit, et le Nain sont capturés par les forces de Gzor. Ils ne peuvent que prendre leur mal en patience et le Ranger, subir les soins de magie Orque qui transforment son bras humain en bras d'orque, avant qu'un raid orchestré par les forces de Folonariel ne permette de libérer les membres de la Compagnie. Dans sa fuite, le Nain prend le temps de dérober plusieurs objets, qu'il espère revendre plus tard. La Compagnie cherche à quitter les lieux et, poursuivie par les sorciers à la solde de Gzor, se réfugie dans une galerie qui mène aux Ruines de Brelok, un temple oublié et peuplé de monstres de haut niveau, normalement extrêmement difficiles à vaincre pour la Compagnie. Ils parviennent cependant à se sortir d'une série de rencontres musclées - ou non - par une chance insolente, pour retrouver par hasard leur ancien ennemi, Zangdar, qui préparait ici son plan machiavélique (ouvrir une porte dimensionnelle de grande puissance entre les ruines de Brelok et la place Kjeukien, en plein centre de Glargh, et attirer dans la cité un nombre important de terribles scorpianides), mais la Compagnie parvient sans le savoir à le faire échouer. Elle fuit le temple vers Glargh par un portail magique, laissant Zangdar fulminer devant son propre échec.
Quelques jours après s'être remis, la Compagnie, redevenue Sélénia III et sa suite, rejoint le palais de Glargh ; il s'y tient une réunion de crise ; le Conseil n'a pas été un échec total, Nak'hua Thorp ayant habilement usé de ses dons pour les sortilèges de métamorphose pour la protection des survivants. Le plan de Gzor a été divulgué, mais il possède toujours les sept Couronnes, et commande par conséquent une armée invincible. Enfin, c'est ce que l'on croit jusqu'à ce que le Nain trouve dans ses trophées de guerre, dérobée aux hommes de Gzor dans leur fuite, l'une des Couronnes de Guigne. La situation est sauve, l'explication à l'étrange survie du groupe dans les dédales de Brelok trouvée, mais la guerre est désormais inévitable : la Compagnie rejoint les rangs des forces de la Terre de Fangh pour défier Gzor, qui occupe déjà une bonne partie du Nord-Ouest du territoire.
Pendant ce temps, et ce, après avoir manqué le temps limite pour rentrer à Glargh via le portail, désormais refermé, Zangdar et Reivax entament un long et pénible périple dans les ruines de Brelok, à la recherche de la sortie...

## Clins d'œil
Cet opus est extrêmement riche en références geek (par exemple, le nombre 42 dans H2G2 est clairement mentionné comme tel), rôlistes et autres, ainsi qu'en clins d'œil à certains projets liés à Naheulbeuk (par exemple, ZoC Radio).